# Aeròdrom Agostinho Neto
L'Aeròdrom Agostinho Neto (codi IATA: NTO, codi OACI: GVAN) és un aeroport de Cap Verd situat prop de la localitat de Ponta do Sol, a l'extrem nord de l'illa de Santo Antão. Posteriorment l'aeroport va ser Agostinho Neto, un polític angolès. A causa dels vents perillosos i del temps sovint sota dels mínims VFR, l'aeroport està tancat des de març de 2007 sine die, i l'aeroport de l'illa mai no tornarà a estar ubicat a Ponta do Sol. El servei d'aeroport de l'illa es troba a São Vicente. Juntament amb Brava, és l'única illa sense aeroport propi.
El 2010, hi havia plans per reactivar l'aeroport i la topografia de la zona per localitzar-lo en una nova ubicació segura i sense vents de costat, ubicat al voltant de Porto Sul, a 7 quilòmetres de Porto Novo.